# Pomas
Pomas (okzitanisch: Pomars) ist eine französische Gemeinde mit 985 Einwohnern (Stand: 1. Januar 2022) im Département Aude. Sie gehört zum Arrondissement Limoux und zum Kanton La Région Limouxine. Die Einwohner werden Pomasiens genannt.

## Geographie
Pomas liegt etwa 15 Kilometer südsüdöstlich des Stadtzentrums von Carcassonne an der Aude. Pomas wird umgeben von den Nachbargemeinden Rouffiac-d’Aude im Norden, Couffoulens und Verzeille im Nordosten, Saint-Hilaire im Süden und Osten, Pieusse im Süden und Südwesten, Cépie im Westen sowie Montclar im Nordwesten.

## Bevölkerungsentwicklung
| Jahr                       | 1962 | 1968 | 1975 | 1982 | 1990 | 1999 | 2006 | 2019 |
| Einwohner                  | 522  | 501  | 488  | 491  | 570  | 645  | 725  | 889  |
| Quellen: Cassini und INSEE |      |      |      |      |      |      |      |      |

## Sehenswürdigkeiten
- Kirche Saint-Julien et Sainte-Basilisse

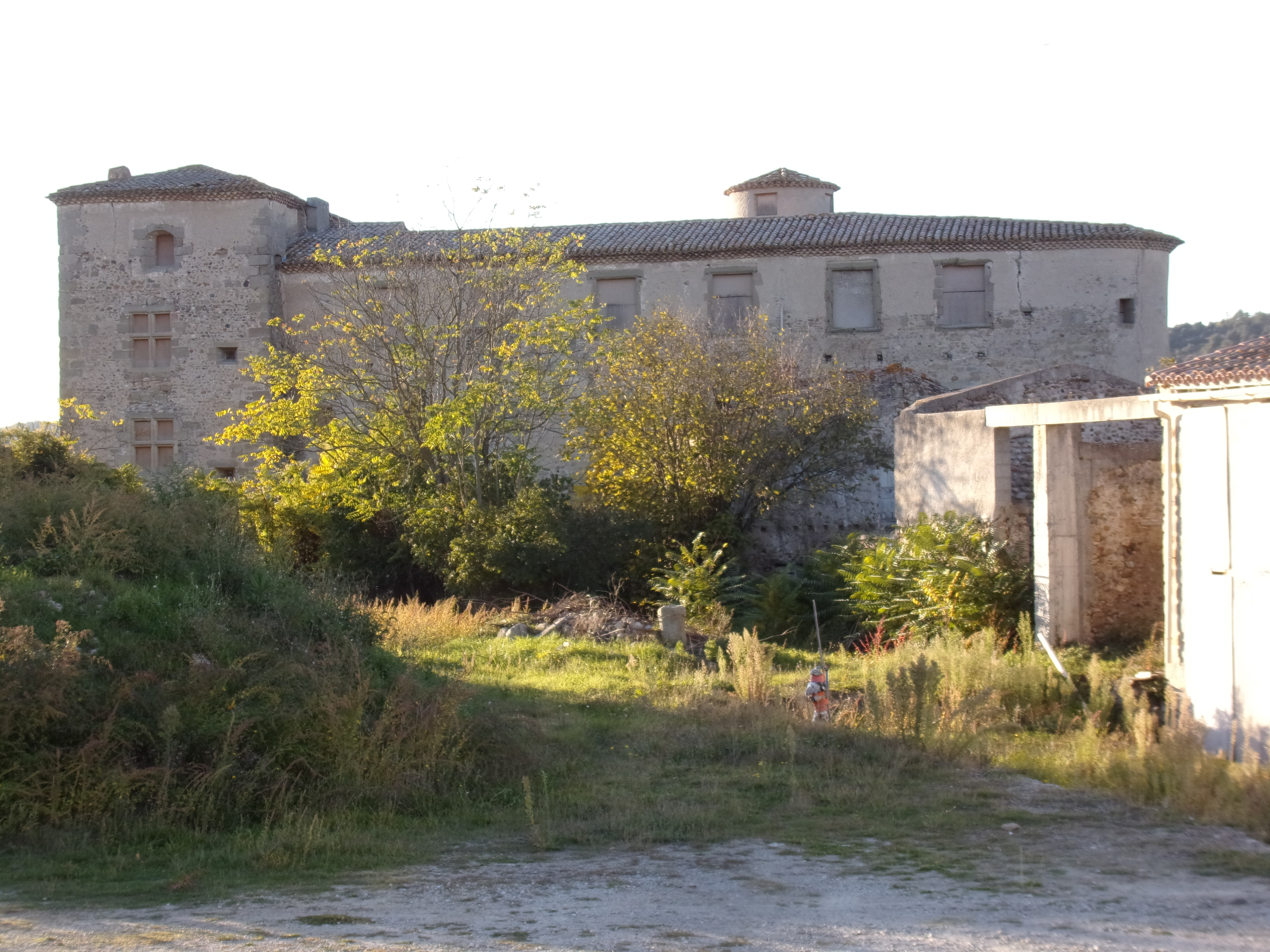
Schloss

- Schloss Pomas